# Victor Furuhjelm
Harald Victor Wilhelm Furuhjelm, född 12 april 1810 i Tenala, död 1 januari 1872 i Helsingfors, var en finländsk ämbetsman.
Furuhjelm blev ledamot av finländska senatens ekonomiedepartement 1855, var chef för ecklesiastikexpeditionen 1857-68 samt 1869-72 ledamot av högsta domstolen i egenskap av medlem av justitiedepartementet. Han verkade för folkskoleväsendets ordnande i Finland och för tillkomsten av den nya kyrkolagen. I senaten hävdade han energiskt de konstitutionella synpunkterna vid återupprättandet av folkrepresentationen under Alexander I. År 1868 tjänstgjorde Furuhjelm en kortare tid som president vid Viborgs hovrätt.